# Remeți
Remeți (Ремета en ukrainien, Pálosremete en hongrois, Remetz en allemand) est une commune roumaine du județ de Maramureș, dans la région historique de Transylvanie et dans la région de développement du Nord-Ouest.

## Géographie
La commune de Remeți est située au nord du județ, sur la rive gauche de la Tisa, à la frontière avec l'Ukraine et à la limite avec le județ de Satu Mare.
Sighetu Marmației, la capitale historique de la Marmatie se trouve à 23 km plus à l'est et Baia Mare, la préfecture du județ, à 75 km au sud, de l'autre côté des Monts Igniș (Munții Ignișului).
La commune est traversée par la route nationale DN19 qui relie Oradea, Satu Mare et Sighetu Marmației.
Elle se compose des trois villages (nombre d'habitants en 2002) suivants :
- Remeți (2 448), siège de la municipalité.
- Piatra (415).
- Teceu Mic (195).

## Histoire
La première mention écrite du village date de 1363, sous le règne du roi Louis Ier de Hongrie.
Lors de l'éclatement de l'Empire austro-hongrois en 1918, l'ancien comitat de Maramures du royaume hongrois est partagé entre la Tchécoslovaquie et la Grande Roumanie.
La commune de Remeți se retrouve en territoire roumain. De 1940 à 1944, elle est annexée par la Hongrie et rejoint la Roumanie après la Seconde Guerre mondiale.
Jusqu'en 1944, la ville comptait une importante communauté juive qui fut exterminée pendant la Shoah (381 Juifs en 1941, 1 en 1956).

## Démographie
En 1910, la commune comptait 138 Roumains (6,1 % de la population), 869 Hongrois (38,6 %), 354 Allemands (15,7 %) et 884 Ukrainiens (39,3 %).
En 1930, les autorités recensaient 410 Roumains (16,1 %), 224 Hongrois (8,8 %), 77 Allemands (3 %), 440 Juifs (17,3 %) et 1 385 Ukrainiens (54,4 %).
En 2002, la commune comptait 399 Roumains (13 %), 382 Hongrois (12,5 %) et 2 260 Ukrainiens (73,9 %).
Remeți fait partie des rares villages du județ de Maramureș dont la population a augmenté depuis 2002 (+1,9 %).
Lors du recensement de 2011, 70,92 % de la population se déclarent ukrainiens, 18,78 % roumains, 7,4 % hongrois et 1,21 % roms (1,51 % ne déclarent pas d'appartenance ethnique et 0,16 % déclarent appartenir à une autre ethnie).

## Économie
L'économie de la commune est basée sur l'agriculture (2 250 ha de terres agricoles) et sur l'exploitation de la forêt (4 363 ha de forêts).

## Politique
| Parti | Parti                                                 | Sièges |
| ----- | ----------------------------------------------------- | ------ |
|       | Parti social-démocrate (PSD)                          | 5      |
|       | Parti national libéral (PNL)                          | 3      |
|       | Parti Mouvement populaire (PMP)                       | 2      |
|       | Alliance des libéraux et démocrates (ALDE)            | 1      |
|       | Union des Ukrainiens de Roumanie (UUR)                | 1      |
|       | Union nationale pour le progrès de la Roumanie (UNPR) | 1      |